# TVi
TVi (ukr. ТВі) – ukraiński prywatny kanał telewizyjny, uruchomiony 17 marca 2008 roku. Właścicielem tej stacji jest holding mediowy TeleRadioSwit. Kanał jest udostępniany przez telewizję naziemną w formacie 4:3, kablową i satelitarną – w wersji SD 576i.